# Opération Fritham
L’opération Fritham menée par la Norvège, en 1942, depuis l'Écosse, a deux buts, le premier est d'empêcher les Allemands d'installer des bases aériennes dans l'archipel du Svalbard et le second de s'emparer des riches mines de charbon de l'île du Spitzberg, afin d'empêcher leur exploitation par le Troisième Reich,.

## Contexte
Le Spitzberg est la plus grande île de l'archipel du Svalbard, située à moins de 500 km de la pointe nord de la Norvège. Sa situation septentrionale la rend inaccessible par la mer gelée pendant l'hiver. La région riche en charbon a été l'enjeu de luttes territoriales entre la Grande-Bretagne, le Danemark, les Pays-Bas et la Norvège. En 1920, le traité du Svalbard y met fin. Il reconnait la souveraineté norvégienne sur l'archipel et les îles sont déclarées zone démilitarisée. Selon les termes du traité, les citoyens de divers pays ont le droit d'exploiter les ressources naturelles « sur un pied d'égalité absolu. »
Au début de la Seconde Guerre mondiale, la production de charbon est exportée pendant les mois d'été, pour moitié vers la Norvège et pour l'autre vers la Russie. En mai 1940, les Allemands occupent la Norvège mais n'envahissent pas le Spitzberg. Lorsqu'en juin 1941 l'Allemagne lance l'opération Barbarossa, visant à envahir la Russie, l'amirauté britannique réagit. Le Spitzberg inoccupé risque de tenter les Allemands ; elle décide d'agir.

## Préparatifs
L'amirauté britannique et le gouvernement norvégien en exil à Londres décident que pour sauver les installations minières du Spitzberg, il est nécessaire d'y renvoyer des mineurs. Les Norvégiens sont d'avis qu'il ne faut pas qu'il s'agisse d'une unité trop importante afin de respecter les termes du traité du Svalbard. Ils suggèrent de former un groupe d'hommes se faisant passer pour des patriotes norvégiens de retour chez eux à bord de petits navires. Le choix se porte sur le vieux brise-glace Isbjørn et sur un chasseur de phoques, le Selis, qui doivent appareiller depuis Greenock (Écosse), le 30 avril et Reykjavik (Islande), le 7 mai,.

## Opérations
Le commandant de l'opération est le lieutenant-colonel Einar Sverdrup, ancien directeur de la Store Norske Spitsbergen Kulkompani, une compagnie minière basée au Svalbard. Les troupes sont composées de 82 hommes des forces armées norvégiennes en exil et de 3 officiers de liaison britanniques.
Les deux navires voguent de concert vers le Spitzberg lorsque le 13 mai, ils sont repérés par un avion de reconnaissance allemand à l'embouchure de l'Isfjorden. Les bateaux sont ralentis par la glace qui encombre toujours le fjord. Avant qu'ils ne puissent atteindre leur destination de Barentsburg, le 14 mai, ils sont attaqués par quatre Focke-Wulf Fw 200 Condors de la Luftwaffe. L’Isbjørn coule et le Selis est en feu. Quatorze hommes sont tués, parmi eux leur chef le Lieutenant-colonel Sverdrup.

## Conséquences
Les survivants parviennent à rejoindre Barentsburg où ils trouvent refuge dans les maisons du village abandonné. Leur médecin prend soin de quatorze blessés alors que le lieutenant Ove Rolle Lund organise le reste des troupes. Le quartier général à Londres est au courant de l'échec de l'opération lorsqu'un Catalina repère les survivants le 26 mai. Lors des semaines qui suivent, du ravitaillement leur est parachuté. Le 27 juin des renforts norvégiens équipés d'armes antiaériennes sont envoyés à bord du croiseur Manchester et du destroyer Eclipse pour prendre la relève des hommes de l'opération Fritham (opération Gearbox). Le 6 juillet un Catalina parvient enfin à se poser pour évacuer les blessés.